# Möbius-féle háló
A Möbius-háló vagy -rács a derékszögű, Descartes-féle koordináta-rendszer
rácspontjainak és rácsvonalainak vetülete. A koordináta-rendszer rácspontjai azok a pontok, amelyeknek mindkét koordinátája egész szám. A rácsvonalak a tengelyekkel párhuzamos egyenesek, pontjaik egyik koordinátája egész szám.
Speciális (egybevágó, hasonló) vetület maga is derékszögű rendszer.
Ennél általánosabbak a párhuzamosságot megtartó affin vetületek.
A perspektivikus képet eredményező projektív vetületek az egyik vagy mindkét tengely ideális pontját közönséges pontba, a sík ideális egyenesét közönséges egyenesbe (horizont) transzformálják.
A Möbius-rács a (0,0), (0,1), (1,1), (1,0) pontok képének ismeretében egyszerűen szerkeszthető és tetszőleges osztópontok beiktatásával finomítható.
A Möbius-háló térben is értelmezhető.

## Mozaikpadló
A festők  már a perspektíva törvényeinek pontos megfogalmazása előtt és természetesen utána is a talajra rajzolt síkrács képével igyekeztek a harmadik dimenziót, a mélységet érzékeltetni. Az esetleg csak a vázlaton megszerkesztett mozaik alkalmas a képen ábrázolt személyek-objektumok helyzetének pontosítására.
A talajon elhelyezett négyszögrács többféleképpen tájolható. A festők által két iránypontosnak (két pontos) nevezett perspektíva az általános, az egy iránypontos (egy pontos) a speciális felvétel. A madár- vagy béka perspektíva a három tengely ideális pontjait képezi le a képsík három közönséges pontjára: három pontos perspektíva.